# Jolanta Bartczak
Jolanta Bartczak (Polonia, 20 de marzo de 1964) es una atleta  retirada especializada en la prueba de salto de longitud, en la que consiguió ser medallista de bronce europea en pista cubierta en 1988.

## Carrera deportiva
En el Campeonato Europeo de Atletismo en Pista Cubierta de 1988 ganó la medalla de bronce en el salto de longitud, con un salto de 6.62 metros, tras la alemana Heike Drechsler (oro con 7.30 metros) y la soviética Galina Chistyakova.